# Sina Michel
Sina Michel, auch Sina Knecht, (* 2003) ist eine deutsche Schauspielerin.

## Leben
Ihren ersten Fernsehauftritt hatte Sina Michel 2009 in Bella Block. Von 2015 bis 2016 spielte sie die Hauptrolle Pinja Friese in der Kinderserie Die Pfefferkörner.

## Filmografie
- 2009: Bella Block – Vorsehung
- 2011: Der Brand
- 2012: Engel der Gerechtigkeit – Brüder fürs Leben
- 2013: Liebe am Fjord – Sog der Gezeiten
- 2014: Großstadtrevier – Die kleine Polizistin
- 2015: Bloß kein Stress
- 2015–2016: Die Pfefferkörner
- 2019–2020: Notruf Hafenkante